# Eugênio de Castro
Eugênio de Castro är en kommun i Brasilien.   Den ligger i delstaten Rio Grande do Sul, i den södra delen av landet, 1 600 km söder om huvudstaden Brasília. Antalet invånare är 2 797.
Trakten runt Eugênio de Castro består till största delen av jordbruksmark. Runt Eugênio de Castro är det mycket glesbefolkat, med 7 invånare per kvadratkilometer.